# أنا بنت ناس (فلم)
أنا بنت ناس فيلم مصري إنتاج عام 1951م، للمخرج حسن الإمام.

## قصة
تدور أحداث الفيلم في قالب درامي حول فتاة رقيقة كبرت في أحضان أسرة فقيرة وهى من أصول ثرية، تتزوج من شاب يتعاطف معها ويحبها قبل أن تعلم أصل أسرتها الحقيقية.

## بطولة
- فاتن حمامة
- شكري سرحان
- زهرة العلا
- فردوس محمد
- ماجدة
- حياة صبري
- زكي إبراهيم
- عبد العزيز خليل
- محمود شكوكو
- زوزو نبيل
- سميحة توفيق
- محمد علوان
- ثريا حلمي
- محسن سرحان